# العروسيين
العروسيين هي قبيلةٌ عربيَّة شريفة النسب ينتهي نسبها إلي السبط الحسين إبن علي إبن أبي طالب حفيد الرسول الكريم عليه افضل الصلاة والسلام يرتفع نسبها إلى سيدي أحمد بن مولاي عمر العروسي الإدريسي دفين الساقية الحمراء و وادي الذهب بموضع يسمى الطويحل بمدينة السمارة في الجمهورية العربية الصحراوية ، في بادية تسمى «عريب». يشتهر أبناؤها تاريخيا بالعلم و بإقبالهم على طلب العلم والعبادة، وحمل السلاح عند الضرورة؛ للدفاع عن مصالح القبيلة من أي خطر خارجي يهدد كيانها ووجودها.